# Czasy Harveya Milka
Czasy Harveya Milka (ang. The Times of Harvey Milk) – amerykański film dokumentalny z 1984 roku w reżyserii Roba Epsteina. 
Obraz opowiada o działalności zawodowej i śmierci Harveya Milka, amerykańskiego polityka, pierwszego mężczyzny otwarcie przyznającego się do swojej homoseksualnej orientacji wybranego do Rady Miasta San Francisco. Narratorem filmu jest Harvey Fierstein. 
W 1985 film zdobył Oscara za najlepszy pełnometrażowy film dokumentalny. Wyróżniany był także podczas licznych festiwali filmowych, m.in. na MFF w Bostonie, Chicago, Nowym Jorku oraz na Sundance Film Festival. W 2012 Biblioteka Kongresu Stanów Zjednoczonych włączyła Czasy Harveya Milka w poczet National Film Registry − listy projektów filmowych budujących dziedzictwo kulturalne USA.

## W filmie wystąpili
- Harvey Fierstein (narrator)
- Anne Kronenberg
- Tom Ammiano
- Sally Miller Gearhart
- Allan Baird